# Massaselet
Massaselet är en våtmark i Robertsfors kommun i Västerbotten och ingår i Kålabodaåns huvudavrinningsområde.